# Ngọc Cốt Dao
Ngọc Cốt Dao (tiếng Trung: 玉骨谣; bính âm: Yù gǔ yáo) là một bộ phim truyền hình Trung Quốc năm 2023 với sự tham gia của Tiêu Chiến và Nhậm Mẫn. Bộ phim dựa trên tiểu thuyết lãng mạn tiên hiệp Chu Nhan của Thương Nguyệt. Đây là phần tiền truyện của loạt phim Kính Song Thành năm 2021. Bộ phim bắt đầu phát sóng trên Tencent Video và WeTV vào ngày 2 tháng 7 năm 2023 và kết thúc 40 tập vào ngày 20 tháng 7 năm 2023.

## Tóm tắt
Ngọc Cốt Dao kể về Thế tử Thời Ảnh vì khi từ nhỏ đã tài giỏi hơn người nên bị Hải tộc ghen ghét mưu hại, phải giả chết lên núi Cửu Nghi tu luyện. Nhận Chu Nhan làm đồ đệ đầu tiên, người nhận một ơn tình của mình, là người duy nhất sẵn sàng tin tưởng cúng bái thế tử , chính vì trái lẽ trời lên Thời Ảnh phải nhận một kiếp nạn là Chu Nhan. Hai người đã đem lòng yêu thương da diết, trải qua bao kiếp nạn, định kiếp hiểu lầm và về bên nhau.

## Diễn viên
- Tiêu Chiến vai Thời Ảnh
- Nhậm Mẫn vai Chu Nhan
- Phương Dật Luân vai Chỉ Uyên
- Vương Sở Nhiên vai Bạch Tuyết Lộ
- Vương Tử Kỳ vai Thanh Cương
- Lư Dục Hiểu vai Bạch Tuyết Oanh
- Diệp Thịnh Giai vai Thời Vũ
- Lý Minh Đức vai Trùng Minh
- Hàn Đống vai Đại Ti mệnh
- Hà Thịnh Minh vai Bắc Miện đế
- Tăng Lê vai Bạch Yên
- Trần Hân Dư vai Thu Thủy
- Thử Sa vai Kha Nhĩ Khắc
- Trần Tử Hàm vai Thanh Vân
- Dương Minh Na vai Xích vương phi

## Sản xuất
Ngọc Cốt Dao bắt đầu quay phim tại Phim trường Hoành Điếm vào tháng 3 năm 2021. Quá trình quay phim kết thúc vào tháng 8 năm 2021. Ngày 29 tháng 3 năm 2021, Weibo chính thức của bộ phim đã công bố dàn diễn viên và tung poster các nhân vật chính.